# پی‌وال

ماکتی از یک پی‌وال «سخت» در یک وبگاه خبری خیالی

پِی‌وال (انگلیسی: Paywall) یا دیوار پرداخت روشی برای محدود کردن دسترسی به محتوا، به ویژه اخبار، با انجام خرید یا اشتراک پولی است. از اواسط دههٔ ۲۰۱۰، روزنامه‌ها پس از سال‌ها کاهش خوانندگان چاپی پولی و درآمد حاصل از تبلیغات، که تا حدودی به دلیل استفاده از مسدودکننده‌های تبلیغات بود، شروع به پیاده‌سازی دیوارهای پرداخت در وبگاه‌های خود کردند تا درآمد خود را افزایش دهند. در حوزه‌های دانشگاهی، مقالات پژوهشی اغلب مشمول پرداخت هزینه هستند و از طریق کتابخانه‌های دانشگاهی که مشترک هستند، در دسترس قرار می‌گیرند.